# Жабинський Юрій Олександрович
Юрій Олександрович Жабинський (нар. 2 червня 1973, Київ, УРСР) — радянський та український футболіст та футбольний функціонер, виступав на позиції нападника та півзахисника.

## Кар'єра гравця

### Початок
Футбольну кар'єру розпочав у 1990 році в дублі київського «Динамо», за який зіграв 1 матч. З 1992 по 1994 рік виступав у складі третьолігових клубів «Нива-Борисфен» (Миронівка), «Гарт» (Бородянка), «Схід» (Славутич), а також в аматорському клубі «Зміна-Оболонь».

### «Буковина»
Під час зимової перерви сезону 1994/95 років перейшов у «Буковина». Дебютував за чернівецьку команду 1 квітня 1995 року в переможному (2:1) домашньому поєдинку 23-о туру Першої ліги проти черкаського «Дніпра». Юрій вийшов на поле на 72-й хвилині, замінивши Дмитра Білоуса. Дебютними голами за буковинців відзначився 21 квітня 1995 року на 40-й та 41-й хвилинах переможного (3:1) домашнього поєдинку 28-о туру Першої ліги проти ужгородського «Закарпаття». Жабинський вийшов на поле в стартовому складі, а на 46-й хвилині його замінив Вадим Заяць. У футболці «Буковини» в Першій лізі зіграв 147 матчів та відзначився 23-а голами, ще 6 матчів (1 гол) провів у кубку України.

### «Нафтовик» та «Електрон»
По завершенні сезону 1998/99 року перебрався до охтирського «Нафтовика». Дебютував у футболці охтирського клубу 6 серпня 1999 року в переможному (2:1) домашньому поєдинку 3-о туру Першої ліги проти «Явора-Суми». Юрій вийшов на поле в стартовому складі та відіграв увесь матч. Дебютним голом за охтирчан відзначився 29 вересня 1999 року на 32-й хвилині програного (2:3) виїзного поєдинку 12-о туру Першої ліги проти олександрійської «Поліграфтехніки». Жабинський вийшов на поле в стартовому складі, а на 58-й хвилині його замінив Олег Теслик. У футболці «Нафтовика» в чемпіонатах України зіграв 66 матчів та відзначився 13-а голами, ще 2 поєдинки провів у кубку України. У 2001 році зіграв 4 матч за фарм-клуб охтирчан, роменський «Електрон».

### «Десна» та завершення кар'єри гравця
Під час зимової перерви сезону 2001/02 років перейшов до «Десни». Дебюував у футболці чернігівського клубу 24 березня 2002 року в переможному (1:0) виїзному поєдинку 18-о туру групи В Другої ліги проти дніпродзержинської «Сталі». Юрій вийшов на поле в стартовому складі, а на 75-й хвилині його замінив Віталій Наврозошвілі. Дебютним голом за чернігівців відзначився 10 квітня 2002 року на 79-й хвилині переможного (1:0) виїзного поєдинку 21-о туру групи В Другої ліги проти алчевської «Сталі-2». Жабинський вийшов на поле в стартовому складі та відіграв увесь матч. По закінченні сезону завершив кар'єру професіонального гравця. Після цього виступав у чемпіонаті Києва за аматорські клуби ДЮСШ-14 та ОМІКС.

## Кар'єра функціонера
З 15 листопада 2015 року працює головою комітету з організації та планування спортивно-масових заходів Федерації футболу Києва.